# Palazzo Valcarcel
Il Palazzo Valcarcel è un edificio storico di Napoli, situato nella centralissima via Toledo.

## Storia
Il palazzo venne probabilmente eretto verso la fine del XVI secolo. Il primo proprietario di cui siamo a conoscenza fu Pedro de Valcárcel (?-1610), reggente di Cancelleria, coniugato con la principessa Beatrice Capece. Nel 1662 apparteneva ancora ai discendenti dei Valcarcel-Capece, mentre nel 1686 divenne proprietà del Monastero di Santa Maria dei Miracoli. Nel 1723 era invece in comproprietà tra il medesimo monastero e Bartolomeo Rota (sposatosi nel 1703 con una figlia di Luca Giordano), ricco mercante originario di Cremona, investito del titolo di marchese di Colletorto nel 1704 e proprietario anche di una villa a Torre del Greco. Dei documenti di pagamento del 1751 riportati da Giuseppe Fiengo testimoniano di lavori compiuti dal capomastro Andrea Passaro, sotto la direzione dell'ingegnere Gennaro Campanile, su commissione di Giovan Francesco Rota, figlio di Bartolomeo. Cominciò a trasformarsi nel condominio che è oggi probabilmente durante il XIX secolo.

## Descrizione
Il palazzo, di tre piani più sopraelevazione, non è di particolare interesse architettonico, né di spiccata monumentalità rispetto ad altri affaccianti sull'arteria toledana. I prospetti esterni sono stati tutti restaurati tra il 2018 e il 2020. A essere bisognoso ancora di restauro è il cortile a pianta rettangolare, al quale si accede attraverso una grande arcata in piperno appartenente forse alla costruzione originaria, sulla cui parete di destra si apre una semplice scala dai gradini in marmo e dall'unica arcata a tutto sesto per livello e sul cui fondo si ammirano ancora delle arcate, forse appartenenti alla costruzione originaria (modificata più volte nei secoli). Purtroppo lo spazio del cortile è stato stravolto nella seconda metà del XX secolo dall'aggiunta dell'ascensore accanto alla scala e da altre superfetazioni (nello specifico alcune verande) che sacrificano l'estetica di un'architettura storica della città in nome di un "insensibile" utilitarismo individuale.